# Jean Galfione
Jean Galfione, född den 9 juni 1971 i Paris, är en fransk före detta stavhoppare som tävlade under 1990-talet.
Galfione deltog vid VM i Tokyo 1991 där han slutade tia efter att ha klarat 5,40. Vid VM inomhus 1993 slutade han trea efter att ha klarat 5,80. Året efter blev han bronsmedaljör utomhus vid EM i Helsingfors. Vidare deltog han vid VM i Stuttgart 1993 där han blev åtta. Bättre gick det vid VM 1995 i Göteborg där hans 5,86 räckte till brons efter Sergej Bubka och Maksim Tarasov. 
Hans främsta merit kom året efter vid Olympiska sommarspelen 1996 i Atlanta där han blev guldmedaljör efter att ha klarat det nya mästerskapsrekordet 5,92. Efter framgången i Atlanta blev VM året efter i Aten en besvikelse då han rev ut sig på ingångshöjden 5,70. 
Han deltog även vid EM 1998 i Budapest där han åter blev bronsmedaljör. Ytterligare en framgång var inomhus-VM 1999 där han vann guld efter att ha klarat 6,00. Vid VM 1999 utomhus hände samma sak som vid förra mästerskapet. Återigen rev han ut sig på ingångshöjden 5,70. Han försökte vid Olympiska sommarspelen 2000 i Sydney försvara sitt guld men tog sig inte vidare till finalen. Efter flera års frånvaro från internationella mästerskap gjorde han ett försök till comeback vid VM 2005 i Helsingfors men tog sig inte vidare till finalen.